# Черна гора (област Стара Загора)
Вижте пояснителната страница за други значения на Черна гора.
Черна гора е село в Южна България, област Стара Загора, община Братя Даскалови.

## География
Селото е разположено на бреговете на Омуровска река, на 10 км северозападно от Чирпан. Разполага с гара на железопътната линия Пловдив – Стара Загора.
Основният поминък е земеделието. Има завод за тухли, на територията на който се намира трудово-поправително общежитие към Старозагорския затвор.

## История
В древността на северно от селото се е намирало тракийско селище на име Циле (Cillae). През него е минавал римският Военен път (Виа Милитарис) от Филипополис към Берое и Византион.
Най-значимото събитие в новата история на селото е наводнението от август 1951 година, когато Омуровска река излиза от коритото си.

## Култура
Читалище „Христо Ботев 1927“ е създадено през 1927 г. Организира борби и надбягвания на откриването. В края на XX век претърпява леко срутване в покрива и се премества в сградата на целодневната детска градина.

## Забележителности
- Наблизо (2 км в източна посока) се намира местността Ягъч с гора от редки видове дъб.
- На около 2 км от селото се намират останките от тракийския център при Халка Бунар.
- Омуровска чешма – до шосето за село Партизанин.
- Оризовският язовир – на северозапад.

## Редовни събития
Съборът на селото се провежда през лятото всяка година.